# 펭고
《펭고》(일본어: ペンゴ, Pengo)는 반프레스토가 개발하고 세가가 배급한 1982년 아케이드 게임이다. 플레이어는 남극에 상주하는 빨간 펭귄인 ‘펭고’를 조종한다. 이 게임의 배경은 얼음 블록으로 이루어진 미로이며 여기에서 펭고는 적 캐릭터인 ‘스노비(Sno-Bee)’와 싸운다. 이 게임의 목표는 펭고가 모든 스노비를 제거함으로써 시리즈마다 생존하는 것이며 미로에 흩어진 세 개의 다이아몬드를 모으면 보너스를 받는다.
2가지 버전의 아케이드 게임이 있으며 각각 다른 음악을 사용한다. 처음 것은 테마로서의 팝콘이며 두 번째는 오리지널 음악이다. 이 밖에도 다른 조그마한 차이도 존재한다.
《페펜가 펭고》(Pepenga Pengo)라는 제목의 일본 전용 시퀄이 세가 메가 드라이브용으로 1995년에 출시되었다.
펭고는 아타리 2600, 아타리 5200, 아타리 8비트 패밀리, 코모도어 64, 게임 기어에 이식되었다.

## 게임플레이
플레이어는 4지점 조이스틱과 싱글 버튼을 사용하여 펭귄 캐릭터 펭고를 제어한다. 아이스 블록을 향해 조이스틱을 누르는 중에 버튼을 누르면 전방 공간이 벽이나 블록으로 차지하고 있지 않을 경우 다른 블록이나 벽에 맞힐 때까지 해당 방향으로 미끄러트릴 수 있다. 공간을 차지하고 있을 경우 버튼을 누르면 블록을 대신 깨트리게 된다.
목적은 다음의 3가지 방법 중 하나를 통해 모든 스노비를 처치하는 것이다.
- 아이스 블록을 미끄러트려 스노비를 납작하게 만든다.
- 부화되지 않은 스노비의 알이 들어있는 블록을 부순다.
- 스노비를 벽 쪽에서 기절시킨 뒤 공격한다.